# Bitxac africà
El bitxac africà, bitxac o brusac (Saxicola torquatus) és una espècie d'ocell pertanyent a la família dels muscicàpids (Muscicapidae).

## Taxonomia
Després dels treballs filogènics de Wittmann i al. (1995), el Congrés ornitològic internacional separà el tàxon original que era Saxicola torquatus, en tres espècies diferents. Saxicola torquatus no conserva sinó les subespècies presents a l'Àfrica subsahrariana i a Aràbia; Saxicola maurus és present del Caucas i de Turquia fins a l'Himàlaia i a la Xina; i Saxicola rubicola és present a Europa i a Àfrica del Nord. Aquesta decisió es manté fins a la darrera llista mundial d'ocells del COI (versió 11.2, juliol 2021). Tanmateix, altres obres taxonòmiques, com el Handook of the Birds of the World i la quarta versió de la BirdLife International Checklist of the birds of the world (desembre 2019), consideren encara el criteri anterior i, pertant, tant el bitxac africà, com l'europeu i el siberià serien considerats encara subespècies del tàxon original.